# Линейни кораби тип „Насау“
Насау (на немски: Nassau) са първият тип линейни кораби-дредноути на Германския императорски военноморски флот. Дредноутите от типа „Насау“ (4 единици) са построени като отговор на построяването от КВМС на Великобритания на първия в света линеен кораб-дредноут HMS Dreadnought (1906).

## История на строителството
Стремително развиващата се Германска империя е принудена да подкрепя своите политически амбиции със строителството на силен флот. Немаловажен фактор се явява и стремителното развитие на икономиката на младата империя, позволяващо да се осигури материалната и финансовата база за развитието на флота. Благодарение на усилията на германския кайзер Фридрих Вилхелм II и военноморския министър Алфред фон Тирпиц през 1898 г. е приета нова корабостроителна програма – Закон за флота. През януари 1900 г. британците арестуват в източна Африка германски параходи. Подтиквани от възмущението на нацията и желанието да се защитят стремително развиващата се търговия, райхстага приема нов закон за флот през 1900 г., който предвижда удвояване на количествения състав на флота.
За гръбнак на флота по онова време се смятат ескадрените броненосци и основните усилия на Германия са насочени към тяхното строителство. За да се изравнят по някакъв начин с огромния британски флот, според закона за флота от 1900 г. количеството на германските броненосци към 1920 г. трябва да съставя 34 единици – 4 ескадри, по осем броненосеца сведени в две дивизии по четири кораба. Още два кораба се строят като флагмански. Пределния срок на службата на броненосеца според закона от 1898 г. е установен на 25 години. За това, от 1901 до 1905 г., се планира построяването на по два нови линейни кораба годишно, за увеличаването на количеството им до необходимото. А от 1906 до 1909 г. трябва да се строят по два кораба за замяна на старите.
В периода 1901 – 1905 г. съгласно тази програма са заложени броненосци с нормална водоизместимост от 13 200 т и въоръжение от 4 оръдия на главния калибър от 280-мм и 14 170-мм оръдия на средния калибър – пет от типа „Брауншвайг“ и пет от типа „Дойчланд“. През 1906 г. във Великобритания е построен първият линеен кораб с единни оръдия на главния калибър – „Дредноут“. При водоизместимост от 18 000 т той носи 10 оръдия калибър 305-мм. Неговото строителство предизвиква определен шок във военноморските кръгове и повлича след себе си нова гонка във въоръженията. Името на „Дредноут“ става нарицателно за новия клас строящи се кораби. Преразгледана е и германската корабостроителна програма. Ако по-рано Германия се намира в ролята на догонваща страна, то сега тя получава шанс да започне начисто и да построи флот, който може да премери сили с британския. През 1906 г. е прието допълнение към закона за флота, според което е предвидено строителството на първите германски дредноути.
Първият немски линкор, „Насау“, както и в случая с линкора „Dreadnought“, се строи в ускорен темп: стапелният период на постройката на заложения във Вилхелмсхафен линкор „Nassau“ съставя само 7,5 месеца, а периода на дострояване непълни 19 месеца (общото време за строежа закръглено се равнява на 26 месеца). На частните корабостроителници, строящи еднотипните кораби („Westfalen“, „Posen“ и „Rheinland“), са необходими 27, 35 и почти 36 месеца съответно. Корабите от типа „Насау“ трябва да заменят в германския флот броненосците „Bayern“, „Sachsen“, „Wurtemerg“ и „Baden“ (първите 2 са построени според бюджета за 1906 г., следващите 2 – по бюджета за 1907 г.
Отделянето на средства за строителството на всичките четири линкора започва едва през 1907 г., а залагането на стапелите става почти едновременно – през юни – август 1907 г., но строителството върви с различни темпове, продължителността на обсъжданията на проекта на кораба и неговата конструкция при решаването на редицата сложни технически и финансови проблеми преместват сроковете за построяването на двата първи кораба.
След окончателната готовност на „Nassau“ и „Rheinland“ в корабостроителниците в Бремен и Щетин, възниква проблема с превеждането на корабите по затлачените с наноси реки Везер и Одер. Проблема е решен с поставянето по двата борда на линкорите на кесони и изпомпване на водата, намаляващи газенето на корабите и осигуряващи достигането на линкорите до морето.
На 1 октомври 1909 г. на „Nassau“ е вдигнат вимпела, кораба е приет от хазната и влиза в кампанията, а на 15 октомври 1909 г. „Nassau“ излиза за официалните морски изпитания. След месец и половина е последван от „Westfalen“. Останалите линкори от типа са готови през пролетта на следващата година: на 27 февруари 1910 г. заводски изпитания започва „Rheinland“, на 30 април на кораба е вдигнат флага и той влиза във флота; на 31 май влиза в кампания „Posen“, официалните си изпитания той провежда на 18 юни 1910 г.

## Стойност
В сравнение с броненосците от типа „Deutschland“ стойността на новите линкори нараства един и половина пъти. За 5 броненосеца от типа „Deutschland“, спуснати на вода едва 1904 – 1906 г., пълната стойност за строителството се колебае от 21 до 25 милиона марки. Строителството на новите линкори струва на имперската хазна значително повече.
- „Nassau“ – 37 399 хил. златни марки;
- „Westfalen“ – 36 920 хил. златни марки;
- „Rheinland“ – 36 916 хил. златни марки;
- „Posen“ – 37 615 хил. златни марки.

## Конструкция
Корпуса на новите линкори е гладкопалубен и сравнително широк, с надстройка в средната част. Отношението L/B (дължина към ширина) на корпуса съставя 5,41 против 5,65 на броненосците от типа „Дойчланд“. Проектните работи ръководи главният строител на имперския флот, тайният съветник Бюркнер (на немски: Burkner).
Поради изискването за намаляване на газенето при линкорите от типа „Насау“, обусловено от необходимостта за базиране на немските кораби в устията на плитководни реки, а също и от проблемите с Килския канал, устойчивостта на корабите от дадения тип е влошена. Относително предходните проекти височината на корпуса е увеличена с малко за подобряване на мореходността в щормовите условия на Северно море и Атлантика.
Конструкцията на линкора е обичайната за корабите от немския флот. Котелното отделение е разделено от средна диаметрална преграда. Всичките три машинни отделения на „Nassau“, благодарение на голямата ширина на кораба и незначителния размер на заеманата площ от парните машини, са разположени една до друга, като в същото време на „Дойчландите“ средната парна машина стои зад бордовите.
Набора на корпуса е по надлъжно-напречната система (т. нар. бракетна система), но в краищата, след бронетраверсите, корпуса се набран само по надлъжната система. Тази смесена система е нормална за много типове линкори и се използва и в другите флоти. Набора на корпуса на линкорите от типа „Nassau“ включва 121 шпангоута (от 6-и до 114-и, включая шпангоута „0“ по оста на балера на руля, 6 минусови и 114 плюсови шпангоута). Шпацията е равна на 1,20 м. Надлъжната здравина, освен от вертикалния кил, се осигурява по всеки борд от седем надлъжни връзки, от които стрингери II, IV и VI са водонепроницаеми. Стрингерите се поставят на разстояние 2,1 и 2,125 метра един от друг. Форщевена има таранна форма, направен е от мека мартенова стомана и е усилен за да има възможност за нанасяне на таранен удар.
По време на изпитанията на линкорите става ясно, че, имайки сравнително неголям диаметър на циркулацията на пълен ход, при максималното преместване на руля линкорите получават крен до 7°, губейки при това скорост до 70%.

### Прожектори
На корабите са поставени по осем 200-амперни прожектора (побордно в две групи по четири на носовата и кърмовата надстройки). Прожекторите могат да обхващат целия кръг на хоризонта. Има и два запасни прожектора от същия тип, както и един 17-амперен преносно-сигнален. За защита на прожекторите в германския флот се предприемат специални мерки. В частност, на линкорите от типовете „Nassau“ и „Ostfriesland“ в случай на дневен бой прожекторите (както и шлюп-балките) през специални люкове се спускат в обособени отсеци.

### Спасителни средства
По щат на линейните кораби от типа „Насау“ се полага да има: 1 парен катер, 3 малки моторни катера, 2 баркас със спомагателен двигател; 2 велбота, 2 яла, 1 сглобяема лодка. В случай, че на кораба се намира щаб на ескадра на борда допълнително се носи 1 адмиралски моторен катер. Катерите могат да бъдат въоръжени с картечници на сваляеми лафети, а при стоварването на десантни партии, в случай на необходимост, също и с десантни оръдия.
Местата на поставянето на спасителните катери, поради бордовите кули, са доста ограничени.
За спускането във водата на катерите и лодките, отстрани на кърмовия комин, са поставени два специални крана, големи и добре забележими в силуета на корабите. Лодките с малък размер за повседневно използване са окачени на шлюпбалки, които в случай на бой може да се приберат в специално създадени ниши в бордовете на корабите.

### Силова установка
В качеството на силова установка на „Насау“ се използват бутални машини с тройно разширение производство на Имперския завод във Вилхелмсхафен. Общата маса на силовата установка съставлява 1510 т, което съответства на 69 кг/к.с. при номинална мощност.
Машинните отделения са от 26-ия до 41-вия шпангоут, заемайки V и VI водонепроницаеми отсека. V отсек, от 6-и до 32-ти шпангоут, заема отделението за спомагателните механизми с дължина 7,2 м. В VI отсек, от 32-рия до 41-вия шпангоут, е разположено главното машинно отделение с дължина 10,8 м. V и VI отсек се разбиват от две водонепроницаеми прегради на три отделения. Във всяко от трите главни машинни отделения е разположена парна машина с тройно разширение задвижваща собствен винт. При работно налягане на парата от 16 кг/см² тяхната сумарна номинална мощност съставлява 22 000 индикаторни к.с.
Всяка вертикална парна машина има три цилиндъра за високо, средно и ниско налягане с диаметър на буталото 960, 1460 и 2240 мм съответно, а съотношението на обемите е 1:2,32:5,26. Цилиндрите заедно с разпределителната кутия са отлети в един общ блок от чугун. Капаните се привеждат в движение посредством системата на Стефенсон, което позволява за всеки цилиндър да се осъществява независимо регулировка на степента на разширяване на парата. Реверсирането се осъществява от отделна двуцилиндрова парна машина или ръчно.
Штоковете на буталата чрез биели са съединени с колянов вал, трите кривошипа на който са разположени под ъгъл 120°. Чрез муфа всеки вал е свързан с хоризонтална едноцилиндрова подсушителна трюмна помпа.
Парата от всяка парна машина отива в собствен главен кондензатор с вътрешен теплообменник от две групи хоризонтално разположени охлаждащи тръби. Протичането на задбортната вода през топлообменниците се осъществява с помощта на центробежна помпа задвижвана от допълнителна двуцилиндрова бутална машина, която задвижва и въздушна помпа система на Бланк. Конструкцията на кондензаторите позволява да се осъществява превключването на отработената пара от всичките три машини в произволна от тях. Опорните лагери са разположени в IV отсек на 26-мм шпангоут, зад който започват тунелите на гребните валове.
В средното машинно отделение има два опреснителя, система Папе и Хенеберг с две помпи, един кондензатор за опреснителите, два рефрижератора, филтър и промиваща помпа с парно задвижване.
Парата си машинните отделения получават от 12 двупоточни котела военноморски тип (Щулц-Торникрофт) с тръбички малък диаметър и работно налягане 16 кгс/см². Общата площ на тяхната нагряваща повърхност съставлява 5040 – 5076 м². Котлите също са произведени от Императорския завод във Вилхелмсхафен. Всеки котел се състои от една горна и три долни секции, съединени помежду си с 1404 паропроводни тръбички. Долните секции в задната част също са съединени помежду си с тръбички.
Котлите са разположени в три 9,6-метрови отсека – VIII, IX, и предния XI отсеци (Х отсек при това заемат погребите на бордовите кули на главния калибър). Във всеки отсек са разположени по четири котела. Всички котли са разположени надлъжно на борда. От всяка страна на диаметралната плоскост е разположено огнярното с два котела с огнищата един към друг.
Котелните отделения са снабдени със система за вентилация за създаването на изкуствена тяга. На междинната палуба са поставени 12 центробежни нагнетателни помпи – по една за всеки котел, нагнетяващи въздуха в херметично затворените котелни отделения. Те се задвижват от двуцилиндрови компаунд-машини с двойно разширение.
Всяко котелно отделение е снабдено също с главна и резервна помпи за прясна вода, парна трюмна помпа, нагревател и филтър за водата и ежектор за боклука.
Котлите в кърмовото и средното котелни отделения имат изход към кърмовия, а на предното – към носовия комини. Двата комина са с височина 19 метра над КВЛ и имат сечение във формата на елипса.
Достъпа към котелните отделения е от междинната палуба по два трапа, затваряни с водонепроницаеми капаци. От всяко огнярно излиза свой собствен паропровод. Отначало те са по три от всяка страна на централния коридор, а след района на 46-ия шпангоут се сливат в общ бронзов преходник, от който излизат отделни паропроводи за всяка парна машина. Паропроводите са снабдени със затварящи клапани и кранове.
Използваните тогава турбини заемат точно същата площ на фундамента, както и парните машини. По-малката височина на турбинните установки няма значение за линейния кораб тогава: положението на броневата палуба се определя от други фактори, и височината на помещенията под нея е достатъчна за разполагането на парни машини.
Корабите имат три четирилопастни бронзови винта с диаметър 5 метров. Десния винт се върти надясно, а средния и левия – наляво. На линкорите от типа „Насау“ са поставени два полубалансирни руля без опора, с площ 14,9 м² всеки, паралелно в струята на страничните винтове с оси на 0-я шпангоут на разстояние 2,75 м от диаметралната плоскост.
Основното гориво са въглищата, но по време на войната котлите са оборудвани с инжектори за впръскване на нефт и цистерни обща вместимост 160 т нефт. Разчетната далечина на плаване съставлява 9400 мили на 10-възлов ход, 8300 мили на 12-възлов, 4700 на 16-възлов и 2800 на 19-възлов ход.
Максималният запас въглища съставлява 2700 т. Той се съхранява в шест бункера (между противоторпедната преграда и котелните отделения), 20 защитни бункера под броневата палуба, в шестте горни и четирите резервни въглищни ями над броневата палуба. Също надлъжно на борда зад противоторпедната преграда от 21-вия до 86-ия шпангоут вървят защитни въглищни бункери. Те заемат височината от вътрешното дъно до броневата палуба и са разбити по всяка страна от девет водонепроницаеми прегради на 10 отсека. Транспортирането на въглищата от тези бункери се осъществява през водонепроницаемите врати във водонепроницаемите прегради и през клинкетните врати в противоторпедната преграда в нишите на въглищните ями. Клинкетните врати са снабдени снабдени с противотежести и се отварят от огнярните. Защитните ями в съседство с котелните отделения са оборудвани със система за принудително наводняване в случай на самозапалване.
Горните въглищни бункери са разположени на скосовете на броневата палуба от 46-ия до 62-рия и от 65-ия до 75-ия шпангоути, заемайки височината от броневата до батарейната палуба. От вътрешната част на кораба въглищните ями са отделени с водонепроницаемите отсечни прегради, позволяващи да се защитят ямите от попадането на задбордна вода в тях при крен до 10°. Подаването на въглищата се осъществява чрез проходи и водонепроницаемите врати. Свободните помещения над броневата палуба също могат да се използват като резервни бункери – въглищата в тях се съхраняват в чували.
За товаренето на въглищата се използват 24 гърловини в горната палуба, затваряни от бронирани капаци. От гърловините във въглищните ями видят шахти и подвижни въглищни ръкави. Всички ями са снабдени с тръби за измерване на температурата, количеството въглища и вентилация. За транспортирането на въглищата вътре в ямите има плазове, кранови колички и кошници. Горните въглищни бункери имат спускаеми шейни и сходни. За натоварването на въглищата се използват лодъчните кранове, към които, на специални изстрели, се окачват щормови леери със закрепени 12 пренасящи въглищни транспортьора. Транспортьорите се задвижват по всеки борд с две лебедки за лодките или от шест разглобяеми лебедки с електрозадвижване и допустимо натоварване от 240 кг.
Цистерните за прясна вода за котлите с обем 110 м³ са разположени между двойното дъно. Между 75-ия и 79-ия шпангоут по левия борд са разположени спиртовите цистерни с обем 7000 л за гориво на катерите. Там се намират и цистерните за 4300 кг машинно масло и 1500 кг масло за смазване на цилиндрите на парните машини.
Електроенергията с напрежение 225 В кораба получава от осем турбогенератора с обща мощност 1280 кВт. Турбогенераторите са разположени под броневата палуба в четири отсека – два пред носовото КО по всеки борд и два зад машинното отделения също побордно. Всичко в електросистемата на „Насау“ влизат 232 електродвигателя. За аварийно захранване и корабната телефонна мрежа се използват акумулаторни батерии с напрежение 12 В. Двете оловни батерии с по шест елемента всяка са разположени на палубната платформа в отсека на рулевите машини между 12-ия и 13-ия шпангоут. Още две батерии от десет елемента са поставени в трюма в отсека на аварийната осушителна помпа при преградата на 75-ия шпангоут.

### Въоръжение
Бойният запас за артилерията на главния калибър (28 cm SK L/45) съставлява 900 изстрела. Щатният боезапас включва 720 бронебойни снаряда „L/3,2“ (на немски: Psgr – Panzersprenggranaten) и 180 фугасни снаряда „L/3“ (Stvg – Stahvollgcschossen), а също 900 метателни заряда (на немски: Pulverladung) към тях. Всеки заряд се състои от основен полузаряд (Hauptkartus) и добавъчен (Borkartus). За добавъчните полузаряди се използват двойни копринени картузи и пенали, от които зарядите се вадят само непосредствено преди зареждането. Отначало в зарядната камера се поставя добавъчния заряд в картуза, след това главния заряд в гилза с вграден запал. Снарядите от двата типа тежат по 305 кг. Общото тегло на пълния метателен заряд се равнява на 144,6 кг барут (на немски: Rohrenpulver) марка „RPC/06“ (по-късно „RPC/12“). Осигуряваните ъгли на наклон и възвишение са от −8° до +20°. При максималния ъгъл на възвишение от 20° се осигурява далечина на стрелбата от 18 900 м. През 1915 г. е увеличено теглото на заряда, и максималната далечина нараства до 20 400 м.
Шестоъгълното разположение на кулите позволява воденето на бой не само в килватерна колона, но и строй фронтално или пеленг, а значи дава, допълнителни, и много широки възможности за маневриране на ескадрата.

#### Артилерия на средния и малкия калибри
В немския флот при прехода към строителството на дредноути се съхранява артилерията на средния калибър.
На линкорите от типа „Насау“ в еднооръдейните бронирани каземати на батарейната палуба, отделени едно от друго с надлъжни и напречни прегради, са разположени дванадесет (по шест на всеки борд) 150-мм (фактически 149,1 мм) оръдия от типа SKL/45 с дължина на канала на ствола 6750 мм вместо 170-мм на предшестващите броненосци. Оръдията с щитове са поставени на лафета с вертикална цапфа тип MPLC/06 (на немски: Mittel Pivot Lafette) образец 1906 г.: по четири оръдия на носа и ретирадни, останалите осем по-близо към мидъла образуват централната батарея. Хоризонталното и вертикалното им насочване се осъществяват само ръчно.
Ствола на 150-мм оръдие със затвора тежи 5,73 т ъгъла на снижение на стволовете на оръдията съставлява −7°, на възвишение +25°, което осигурява далечина на стрелбата 13500 м (73 кбт.).
Както носов и ретираден, така и бордови огън могат да водят по шест оръдия, по курса в сектора 357°-3° (6°) и по кърмата в сектора 178°-182°(4°) по две оръдия.
Боезапаса за оръдията се подава с помощта на електрозадвижване със скорост на подаване 4 – 6 изстрела (снаряд-заряд) в минута или ръчно.
Оръдията стрелят с два типа снаряди с еднакво тегло по 45 кг с начална скорост при среза на ствола на оръдието около 800 м/с. Изстрела се състои от снаряд и единен за всички типове снаряди заряд.
Корабите могат да вземат на борда боеприпаси за 1800 изстрела за противоминния 150-мм калибър (150 на ствол), щатния боезапас на отделните кораби се различава помежду си. Щатния боезапас включва 600 бронебойни снаряда и 1200 осколочно-фугасни снаряда.
Полубронебойният снаряд [L/3,2 (на немски: Psgr-Panzersprenggranaten)] с дължина 3,2 калибра (480 мм) с дънен взривател има заряд с тегло 1,05 кг (2,5%), окраска: червен с черна глава. Фугасния снаряд, също с дължина 3,2 калибра (480 мм), има заряд с тегло 1,6 кг (4%), окраска: жълт с черна глава. Единния за двата типа снаряди заряд, в месингова гилза, тежи 22,6 кг, включая 13,25 кг барут на тръбички (макаронен тип) марка RPC/06 (Rohrenpulver) образец 1906 г.
Конструкцията на оръдията осигурява прицелна скорострелност 10 изстрела в минута.
Леката противоминна артилерия се състои от 16 88-мм скорострелни оръдия модел SK L/45, с дължина на канала на ствола 3960 мм, предназначени за стрелба по морски цели. Оръдията са поставени на лафет с вертикална цапфа (централен шипов отвор) тип MPLC/06 образец 1906 г., прикрити с (12-мм) лек стоманен щит.
Установката осигурява ъгъл на снижение на ствола на оръдието −10°, на възвишение +25°, което осигурява далечина на стрелбата от 10700 м. Скорострелността съставлява до 20 изстрела в минута.
Общия боекомплект (боезапас) за 88-мм артилерия е разчетен за 2400 изстрела (150 на ствол). Половината от тях съставляват унитарни осколочно-фугасни снаряди с взривателя в главата (Spgr. K.Z.), а втората половина – унитарни осколъчно-фугасни снаряди с дънен взривател (Spgr. J.Z.).
88-мм оръдия придават на 10 кг снаряди начална скорост 616 м/с. В гилзата се помещава 2,325 кг тръбчат барут марка RP образец 1906 г.
На „Насау“ и „Рейнланд“ двете 8-мм картечници (на „Позен“ и „Вестфален“ четири) с боекомплект от 10000 бойни патрона на ствол нямат определена позиция. Обикновено картечниците са поставяни на специални стойки на палубата или на корабните плавателни средства.
На „Насау“ патроните се съхраняват в специално хранилище на междинната палуба в района от 21 до 23-тия шп. по ЛБ, на „Позен“ и „Рейнланд“ – на долната палубна платформа в помещението на задните бордови ТА по ЛБ между 16 и 18-ия шп. Хранилището има изкуствена вентилация, и то може да се наводни при необходимост или да се осуши посредством гъвкав гумен маркуч. Патроните се поднасят ръчно. Също там, в оръжейните стаи на корабите, се съхраняват 355 винтовки образец 1898 г. и 42 600 бойни патрони за тях, а също от 98 до 128 пистолета Люгер образец 1904 г.(„9-мм Зелбстладепистоле 1904“ с дължина на ствола 147,32 мм) и 24 500 бойни патрона за тях.
Зенитно въоръжение по първоначалния проект не се предвижда, но в хода на Първата световна война на корабите са поставени по две 88-мм зенитни оръдия модел SKL/45(G.E.). Зенитните оръдия са поставяни на линкорите за сметка на снемане на част от противоминните 88 мм оръдия. За стрелбата с тях е разработен специален олекотен снаряд с тегло 9 кг. Благодарение на увеличаването на теглото на метателния заряд началната скорост на снаряда се увеличава до 890 м/с. Което дава досегаемост на стрелбата по височина до 9,15 км при максималното възвишение на ствола от 70 °.

#### Торпедно въоръжение
Торпедното въоръжение на новите линкори се състои от шест 450 мм торпедни апарата. Има шестнадесет торпеда от типа „G“. Всички торпедни отсеци са разположени извън цитаделата, под броневата палуба. Торпедното въоръжение на линкорите на всички морски държави се разглежда като оръжие за всеки удобен случай. То се счита за удобно в близък бой или при внезапна заплаха по време на боя. Обаче, тези очаквания, за цялата Първа световна война, така и не се оправдават нито веднъж. Тежките немски кораби за цялата война не постигат нито едно попадение с торпедо. Големите разходи по тях се оказват напълно безполезни. Те се изразяват както в излишното теглово натоварване, така и в заемания обем на помещенията за тях в корпуса.

### Брониране
Вертикалното брониране е направено от цементирана круповска броня. По сравнение с предшестващите кораби бронирането им е усилено.
| Сечение по мидъла на капитални кораби, заложени в периода 1905 – 1907 г, | Сечение по мидъла на капитални кораби, заложени в периода 1905 – 1907 г, | Сечение по мидъла на капитални кораби, заложени в периода 1905 – 1907 г, |
| ------------------------------------------------------------------------ | ------------------------------------------------------------------------ | ------------------------------------------------------------------------ |
|                                                                          |                                                                          |                                                                          |
| линкорът „Дредноут“                                                      | линкорът „Вестфален“ от типа „Насау“                                     |                                                                          |

Отличителната особеност на подводната конструктивна защита е голямата ѝ дълбочина. При ширина на самия корпус от 26,3 м тя се състои в района на котелното отделение на мидъла от ширината на двойния борд – 1,14 м, на кофердама – 1,42 м, защитната въглищна яма – 2,12 м и разходващата въглищна яма – 1,81 м, което сумарно съставя 6,49 м по всеки борд, 12,98 м или 49% от ширината на корпуса.

## Представители[20]
| Название                  | Корабостроителница                              | Заложен           | Спуснат на вода      | Влиза в строй      | Съдба |
| ------------------------- | ----------------------------------------------- | ----------------- | -------------------- | ------------------ | --- |
| „Насау“ SMS Nassau        | Kaiserliche Werft Wilhelmshaven (Вилхелмсхафен) | 22 юли 1907 г.    | 7 март 1908 г.       | 1 октомври 1909 г. | Предан като репарация на Япония, разкомплектован през 1921 г. |
| „Вестфален“ SMS Westfalen | AG Weser, (Бремен)                              | 12 август 1907 г. | 1 юли 1908 г.        | 16 ноември 1909 г. | На 1.9.1918 изваден от състава на флота и използван като артилерийски учебен кораб. След капитулацията е интерниран и предаден на Англия, разкомплектован през 1924 г. |
| „Рейнланд“ SMS Rheinland  | AG Vulcan, (Щетин)                              | 1 юни 1907 г.     | 26 септември 1908 г. | 30 април 1910 г.   | На 9.7.1918 г. изваден от състава на флота и разкомплектован през 1921 г                                                                                               |
| „Позен“ SMS Posen         | Germaniawerft, (Кил)                            | 11 юни 1907 г.    | 12 декември 1908 г.  | 31 май 1910 г.     | продаден за скрап през 1921 г. |

Корабите обладават посредствена мореходност, много лесно влизат в бордово люлеене, но при това устойчиво поддържат курса с крен към наветрената страна, обладават добра маневреност и малък радиус на циркулацията.

## Оценка на проекта
| Заложен                                      | 1903                                                           | 1903                                              | 1904                                                            | 1905                              | 1906                              | 1907                                            |
| Влизане в строй                              | 1906                                                           | 1906                                              | 1906                                                            | 1906                              | 1910                              | 1909                                            |
| Водоизместимост, нормална, т                 | 16 256,6                                                       | 13 191                                            | 15 810                                                          | 18 400,5                          | 16 256,6                          | 18 873                                          |
| Пълна, т                                     | 17 983,9                                                       | 14 218                                            | 17 270                                                          | 22 195,4                          | 17 983,9                          | 20 535                                          |
| Тип СУ                                       | ПМ                                                             | ПМ                                                | ПМ                                                              | ПТ                                | ПМ                                | ПМ                                              |
| Проектна мощност, к.с.                       | 16 500                                                         | 16 000                                            | 18 000                                                          | 23 000                            | 16 500                            | 22 000                                          |
| Проектна максимална скорост, въз.            | 18                                                             | 18                                                | 18,5                                                            | 21                                | 18                                | 19                                              |
| Далечина на плаване, мили (на скорост, въз.) | 6620(10)                                                       | 4800 (10)                                         | 7000(10)                                                        | 6620(10)                          | 5000(10)                          | 9400(10)                                        |
| Брониране, мм                                |                                                                |                                                   |                                                                 |                                   |                                   |                                                 |
| Пояс                                         | 279                                                            | 225 (240)                                         | 229                                                             | 279                               | 279 305 в района на погребите     | 270 (290)                                       |
| Горен пояс                                   | 179 – 152                                                      | 160 (170)                                         | 203                                                             | -                                 | -                                 | 160                                             |
| Палуба                                       | 38 – 76                                                        | 40                                                | 51 – 63                                                         | 35 – 76                           | 38 – 63                           | 55 – 80                                         |
| Кули                                         | 305                                                            | 280                                               | 305                                                             | 279                               | 305                               | 280                                             |
| Барбети                                      | 254                                                            | 280?                                              | 305                                                             | 279                               | 254                               | 265                                             |
| Рубка                                        | 229                                                            | 300                                               | 305                                                             | 279                               | 305                               | 400                                             |
| Схема на разположението на въоръжението      |                                                                |                                                   |                                                                 |                                   |                                   |                                                 |
| Въоръжение                                   | 2×2 – 305-мм/45 4×2 – 203-мм/45 12×1 – 178-мм 20×1 —76-мм 4 ТА | 2×2 – 280-мм/40 14×1 – 170-мм/40 20×88-мм/35 6 ТА | 2×2 – 305-мм/45 4×234-мм/47 10×1 – 152-мм 14×76-мм 8×47-мм 4 ТА | 5×2 – 305-мм/45 27×1 – 76-мм 5 ТА | 4×2 – 305-мм/45 22×1 – 76-мм 2 ТА | 6×2 – 280-мм/45 12×1 – 150-мм 14×1 – 88-мм 6 ТА |

## Коментари
1. ↑  За корабите с парни машини е дадена индикаторна мощност, за „Дредноут“ с парната турбина – мощност на валовете.
2. ↑  При германските кораби първия кораб в серията има малко по-тънко брониране, отколкото останалите. Цифрата в скобките е дебелина на бронирането за последващите кораби от серията.